# Marita Jessen
Marita Jessen (* 20. September 1991) ist eine grönländische Politikerin (Inuit Ataqatigiit).

## Leben
Marita Jessen besuchte von 1997 bis 2008 die Nalunnguarfiup Atuarfia in Sisimiut. Anschließend war sie bis 2011 am Gymnasium in Aasiaat. In Ilulissat begann sie eine Ausbildung als Sozialpädagogin, musste diese aber abbrechen, nachdem ihr nach zwei Unglücken 2013 das eine Bein amputiert werden musste und sie sich seither in einem Elektromobil fortbewegt. Nachdem sie zuerst infolgedessen ein Alkoholproblem entwickelte, besuchte sie 2015 die Knud Rasmussenip Højskolia und studierte anschließend von 2016 bis 2021 Sozialarbeitswissenschaft am Ilisimatusarfik. Von 2021 bis 2022 war sie Sozialberaterin für Kinder und anschließend bei der grönländischen Behindertenorganisation Tilioq.
Marita Jessen kandidierte bei der Parlamentswahl in Grönland 2021 für einen Sitz im Inatsisartut und erreichte mit 38 Stimmen den vierzehnten Nachrückerplatz der Inuit Ataqatigiit. Im Mai 2024 saß sie für gut zwei Wochen als Stellvertreterin im Parlament. Sie wollte sich besonders für die Rechte von Behinderten in Grönland einsetzen. Bei der Wahl 2025 erhielt sie nur noch 14 Stimmen.